# Jógvan
Jógvan [ˈjɛgvan] ist der zweithäufigste färöische männliche Vorname hinter Hans. Er ist eine Ableitung von Johann bzw. Johannes, die nur auf den Färöern zu finden ist. Wie bei den anderen genannten Namensformen bedeutet die hebräische Ursprungsform Jochanan „der Herr ist gnädig“.
Etwa 630 Färinger heißen so. Während alle anderen häufigen männlichen Vornamen auf den Färöern die Herkunft sofort erahnen lassen (Jákup, Poul, Petur), beziehungsweise mit uns vertrauten Formen identisch sind (Hans, Jens, Niels, Martin); so steht Jógvan ganz charakteristisch für das Färöische.
Eine Besonderheit ist auch die Aussprache, die sich aus der färöischen Verschärfung ergibt: ógv wird immer wie „egv“ ausgesprochen. Hierbei gibt es eine dialektale Ausnahme auf der Südinsel Suðuroy, dort wird ein Jógvan so ausgesprochen, wie er geschrieben wird. Um das zu umgehen, wurde die Variation Jegvan eingeführt, die in allen färöischen Dialekten eindeutig ausgesprochen wird. Allerdings ist Jegvan nicht sehr häufig und gehört auch nicht zu den offiziell zugelassenen Taufnamen.
Möglich ist die Verkürzung zu Jón als Spitzname. Es gibt aber auch den umgekehrten Fall wo aus einem Jón (oder Joen) ein Jógvan als Rufname werden kann. Der Sohn eines Jógvan ist ein Jógvansson, die Tochter eine Jógvansdóttir.

## Weitere Namen gleicher Wortherkunft
Während Hans und Jógvan die häufigsten männlichen Vornamen sind und beide von Johannes abstammen, gibt es noch eine Reihe anderer Johannes-Versionen, die heute als zulässige Taufnamen auf den Färöern gelten:
Jan, Jann, John, Jonn, Jóan, Jóanes, Jóanis, Jóannes, Jóannis, Jóhann, Jóhannes, Jóhannis, Jóhannus, Jón, Hannes, Hannis, Hannus, Hanus.

## Bekannte Namensträger
- Jógvan Arge (* 1947), Politiker, Rundfunkchef, Autor
- Jógvan Fríðriksson (* 1957), Bischof der Färöer
- Jógvan Heinason (1541–1602), Løgmaður im 16. Jahrhundert
- Jógvan Isaksen (* 1950), färöischer Schriftsteller
- Jógvan Justinusson, Løgmaður im 17. Jahrhundert
- Jógvan við Keldu (* 1944), Innenminister der Färöer
- Jógvan á Lakjuni (* 1952), Kulturminister der Färöer
- Jógvan í Lon Jacobsen, Sprachwissenschaftler (wahrscheinlich ein Nachfahre von Joen Jacobsen (1814–1875), der Jógvan í Lon genannt wurde)
- Jógvan Martin Olsen (* 1961), färöischer Fußballspieler und -trainer
- Jógvan Páll, Vorsitzender des Kunstmuseums der Färöer
- Jógvan Poulsen, Løgmaður im 17. Jahrhundert
- Jógvan Poulsen (1854–1941), Pädagoge im 19. und 20. Jahrhundert
- Jógvan Sundstein (1933–2024), färöischer Politiker und Løgmaður
- Jógvan Waagstein (1879–1949), Komponist und Maler Anfang des 20. Jahrhunderts